# Nokturny op. 9 (Chopin)
Nokturny op. 9 (I – b-moll, II – Es-dur, III – H-dur) – zbiór trzech nokturnów skomponowanych przez Fryderyka Chopina w latach 1830–1831, wydanych po raz pierwszy w Paryżu w 1832 nakładem wydawnictwa Maurice’a Schlesingera. Utwory dedykowane są francuskiej pianistce, kompozytorce i nauczycielce Marie Pleyel. Wszystkie utwory rozpoczynają się przedtaktem w partii prawej ręki.

## Nokturny

### b-moll nr 1
Pierwszy z utworów znajdujących się w opusie 9 skomponowany jest w tonacji b-moll oraz metrum 6/4. Kompozycja rozpisana jest w 85 taktach. Środkowa część nokturnu przebiega w tonacji Des-dur (majorowym odpowiedniku b-moll).
Polski muzyk i szachista Jan Kleczyński opisał Nokturn b-moll następującymi słowami: Tęsknota dziwnie w nim połączona z elegancją formy.

### Es-dur nr 2
Druga z kompozycji napisana jest w tonacji Es-dur. Jej metrum to 12/8. Utwór rozpisany jest w 34 taktach. 22 września 1835 w Dreźnie Chopin stworzył dla Marii Wodzińskiej jednostronicowy incipit Nokturnu o wymiarach 7,6 × 14 cm (sygnatura w fototece NIFC: F. 1372). Rękopis zaginął, lecz znany jest on z reprodukcji dokonanej w 1930 przez Leopolda Binentala.
Nokturn Es-dur z op. 9 jest jednym z najbardziej znanych utworów tego gatunku. Już Jan Kleczyński pisze:
„ten jeden drobny nokturn zrobił furorę w Paryżu” oraz: „dla swojej popularności w salonach uczynił Chopin tym utworem więcej niż dziełami szerszego pokroju”.
We wspomnieniach Wilhelma von Lenza muzyk wspomina czasy, gdy brał u Chopina lekcje fortepianu. Pisze:
„Najwięcej dręczyłem go znanym Nokturnem Es–dur z op. 9. Był on wtedy w modzie... Gdy Chopin był zadowolony z ucznia, kreślił na jego nutach krzyżyk. I ja zostałem – na swoim egzemplarzu Nokturnu – zaszczycony takim krzyżykiem. Na lekcji następnej otrzymałem drugi. Przyszedłszy raz trzeci – znowu to samo. „Teraz niech mi Pan da już święty spokój!” – zawołał Chopin. „Oto trzeci krzyżyk! Przyznaję, że jak na Pana – Nokturn został odegrany doskonale. Ale teraz – dosyć!” Bąknąłem: „Ależ Pan gra go tak przecudnie, jak nikt inny.” „Myli się Pan. Liszt umie grać go równie dobrze” – przerwał mi Chopin. I uparł się, i nie chciał zagrać. Lecz wpisał mi w nutach pewne drobne dziwnie piękne warianty. Nuty jego były drobniusieńkie, a przecież wyraźne i czytelne”.
Utwór doczekał się wielu transkrypcji, m.in. Karola Lipskiego.

### H-dur nr 3
Ostatni nokturn w opusie posiada tonację H-dur i metrum 6/8. Prawdopodobnie został napisany w Wiedniu. Rozpisany jest on w 157 taktach.

## Pierwodruki

### Francja
W 1832 nakładem wydawnictwa M. Schlesinger ukazały się w Paryżu Trois Nocturnes Pour Le Piano, Op. 9. Nuty o numerze wydawniczym M. S. 1287 posiadały 13 stron o wysokości 34 cm. Maurice John Edwin Brown stwierdził, iż pierwsze wydanie op. 9 miało zostać jedną z części antologii Album des Pianistes 6me année Morceaux inédits. Napis na stronie tytułowej brzmiał:

TROIS NOCTURNES
Pour Le Piano
DÉDIÉS A
Madame Camille Pleyel
PAR
Frédéric Chopin
A.L.
Opéra 9. Prix: 6f.
Propriété des Editeurs.
PARIS, chez Maurice Schlesinger, Md. De Musique, Editeur des Ouev. de Mozart, Rossini, Hummel & c. Rue Richelieu 79.
Leipzig chez Kistner.
M.S.1287

### Niemcy
W styczniu 1833 nakładem wydawnictwa Kistner ukazały się w Lipsku Trois Nocturnes pour le Pianoforte, Op. 9. Nuty o numerze wydawniczym 995 posiadały 13 stron. Napis na stronie tytułowej brzmiał:

TROIS
NOCTURNES
pour le
Pianoforte
composés et dédiés à Madame
CAMILLE PLEYEL
par
FRÉD. CHOPIN.
Oeuvre 9. Pr. 14 Gr.
Propriété des Editeurs.
Enregistré aux Archives de l’Union.
Leipzig, chez Fr. Kistner.
Paris, chez M. Schlesinger.
995

### Anglia
W Anglii op. 9 został podzielony i wydany na dwie części. W pierwszej znalazły się nokturny b-moll i Es-dur nr 1 i 2, w drugim natomiast Nokturn H-dur nr 3.

#### b-moll nr 1 i Es-dur nr 2
W 1840 nakładem wydawnictwa Wessel & Co. ukazały się w Londynie Les Murmures de la Seine, Trois Nocturnes pour le Piano Forte, Liv. 1 (Op. 9 Nos. 1 & 2). Nuty o numerze wydawniczym W & Co. No. 916 posiadały 7 stron. Nie odnaleziono egzemplarzy pierwszego nakładu (wznawianego do 1842). Napis na stronie tytułowej brzmiał:

LES MURMURES de la SEINE.
No. 1, 2 de
TROIS NOCTURNES Composés par FRED: CHOPIN.

#### H-dur nr 3
W czerwcu 1843 nakładem wydawnictwa Wessel & Co. ukazały się w Londynie Les Murmures de la Seine, Trois Nocturnes pour le Piano Forte, Liv. 2 (Op. 9 No. 3). Nuty o numerze wydawniczym W & Co. No. 917 posiadały 7 stron o wysokości 34 cm. Napis na stronie tytułowej brzmiał:

LES MURMURES DE LA SEINE
TROIS NOCTURNES, pour le
Piano Forte,
LIV. I, Contenant,
No. 1en D Majeur. No. 2 E Majeur.
LIV. II,
No. 3en B Majeur.
Dediés à
Madame Camille Pleyel.
par
FREDERIC CHOPIN.
Ent. Sta. Hall.
OP.9 BOOK 2 Price 2Gea.
By the same Author:
Grand Var. „La ci darem”, „Album des Pianistes No. 17". Grand Trio, Piano.
Violin & Violoncello, Op. 8. „Souvenir de la Pologne”, Four Mazurkas.
LONDON,
WESSEL & Cie Importers & Publishers of FOREIGN MUSIC,
(by special Appointment) to H.R.H. the Duchess of Kent.
No. 6, Frith Street, Soho Square.

## Przykłady nutowe

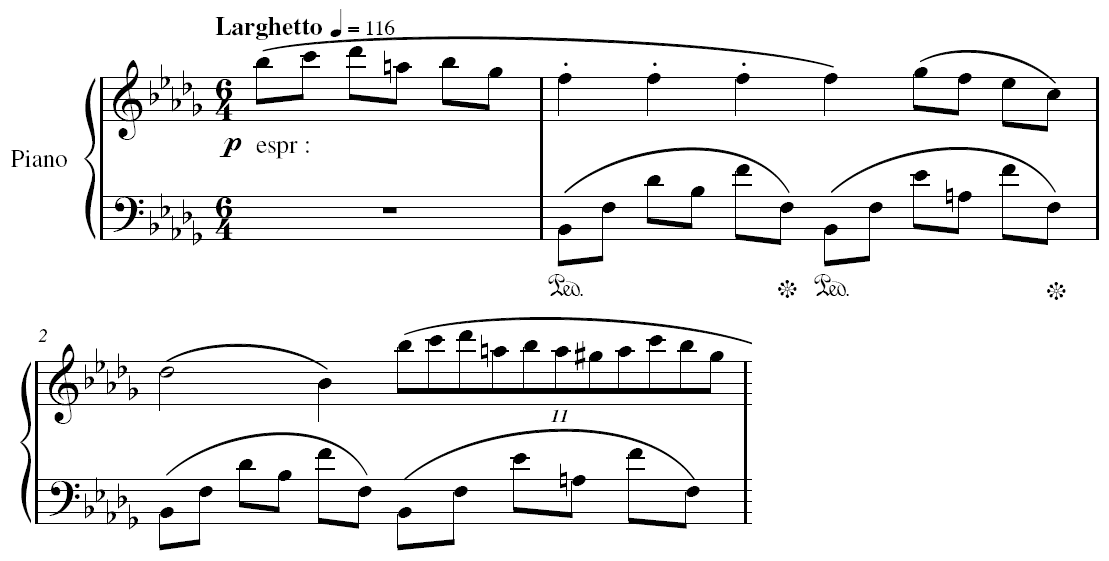
Pierwsze takty Nokturnu b-moll
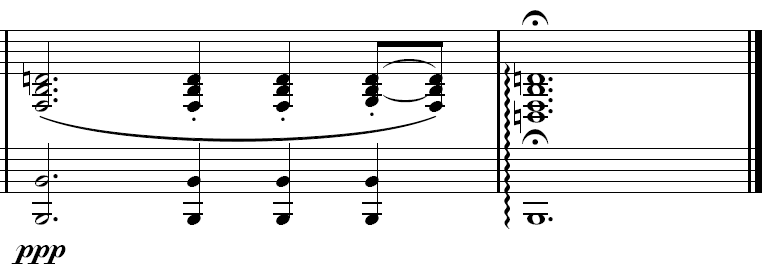
Coda Nokturnu b-moll
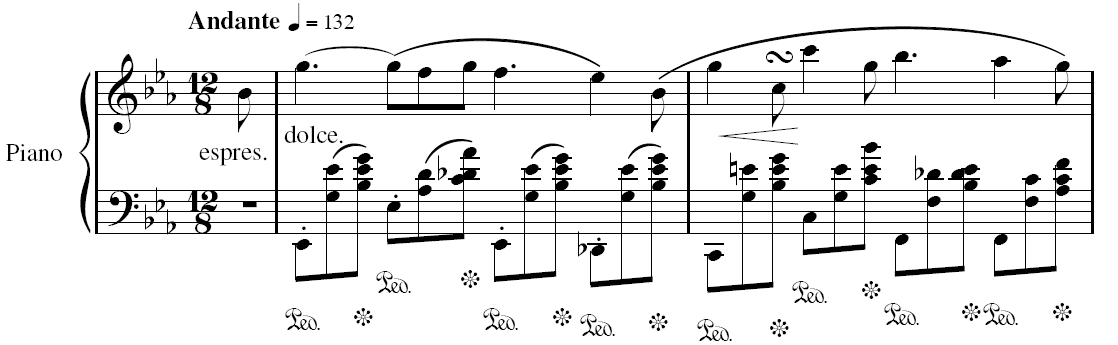
Początek Nokturnu Es-dur
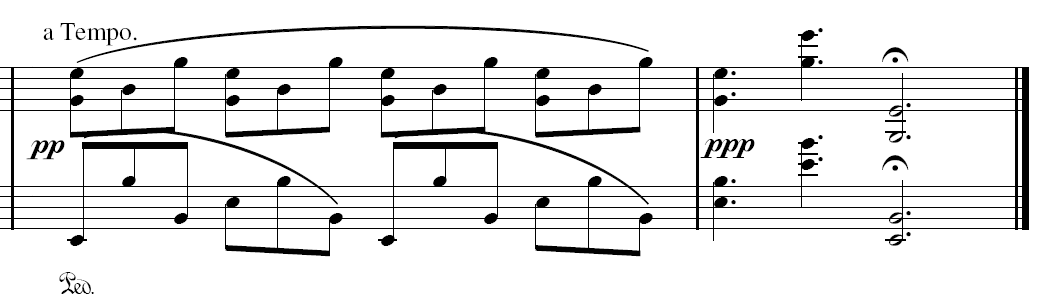
Ostatnie takty Nokturnu Es-dur